# Emma Darwin
Emma Darwin, nata Wedgwood (Maer, 2 maggio 1808 – Downe, 7 ottobre 1896), fu la moglie di Charles Darwin, naturalista e scienziato inglese, autore di L'origine delle specie. Si sposarono il 29 gennaio 1839 ed ebbero dieci figli, tre dei quali morti durante l'infanzia.

## Biografia

### Gioventù
Nata a Maer Hall, a Maer nello Staffordshire, in Inghilterra nella tenuta di famiglia, Emma era la più piccola dei sette figli di Josiah Wedgwood II e sua moglie Elizabeth Allen. Suo nonno, Josiah Wedgwood aveva fatto fortuna fondando la ditta di ceramiche che portava il suo nome. Charles Darwin era cugino di primo grado di Emma, in quanto sua madre Susannah Wedgwood era sorella di Josiah Wedgwood II, padre di Emma.
Emma visse in una famiglia fuori dall'ordinario, che comprendeva imprenditori, filantropi, intellettuali e politici, in cui le donne erano istruite come gli uomini e viaggiavano in tutta Europa. I legami parentali erano molto sentiti, sia fra i Wedgwood e i Darwin, sia all'interno della famiglia: in particolare, Emma era molto legata a sua sorella Fanny, di poco maggiore di lei, e le due erano così inseparabili che venivano chiamate dai parenti le "colombelle" (doveleys in inglese); inoltre, Emma aiutava la sorella Elisabeth nella gestione della scuola domenicale per i bambini poveri della zona: le lezioni si svolgevano nella lavanderia di famiglia e qui le sorelle Wedgwood insegnavano a circa sessanta alunni a leggere e scrivere e parlavano loro dei precetti religiosi.
Ebbe l'occasione di effettuare molti viaggi, lunghi soggiorni a Parigi, e nel 1825 fece il Grand Tour in Italia. Passò molto tempo in Svizzera presso la zia Jessie e suo marito, lo storico Jean Charles Léonard Simonde de Sismondi. Mentre il cugino Charles Darwin era in viaggio a bordo del brigantino HMS Beagle, nel 1832 l'amatissima sorella Fanny morì per una malattia repentina causando un enorme dolore a Emma.

### Matrimonio
Al ritorno dal suo viaggio intorno al mondo, Charles Darwin era corso a salutare i Wedgwood a Maer Hall per ringraziare lo zio che, anni prima, aveva convinto il padre a lasciarlo partire a bordo del Beagle. Successivamente si trasferì a Londra, dove aveva iniziato a lavorare sui campioni che aveva raccolto e si stava facendo un nome nella comunità scientifica. In quegli anni stava anche pensando di prendere moglie, rendendosi ben presto conto che la persona che voleva al suo fianco era una donna che conosceva sin dall'infanzia: sua cugina Emma.
Si fidanzarono l'11 novembre 1838 e si sposarono il 29 gennaio 1839 nella chiesa di St. Peter a Maer. Emma e Charles trascorsero i loro primi anni di vita matrimoniale in una casa a Londra, al 12 di Gower Street, dove nacquero i loro primi due figli. Nel 1842 si trasferirono a Down House, nelle campagne del Kent, dove avrebbero trascorso il resto della loro vita e dove ebbero altri otto figli.
Darwin di giorno compiva delle passeggiate a piedi per un viottolo nei dintorni, non disdegnando delle escursioni a cavallo, nella convinzione che facessero bene alla salute, e la sera usava trascorrere le serate giocando a backgammon con la moglie venendone spesso sconfitto. Emma fu una compagna premurosa e un punto di riferimento per Charles nel corso di tutta sua vita: sapeva accudirlo e alleviare il suo costante malessere. Nel loro lungo e felice matrimonio Emma e Charles trovarono consolazione l'uno nell'altra soprattutto in occasione dei più grandi lutti che li colpirono, come la morte della loro prima figlia femmina, Annie.

#### Figli
- William Erasmus Darwin (1839–1914)
- Anne Elizabeth Darwin (1841–1851)
- Mary Eleanor Darwin (1842)
- Henrietta Emma "Etty" Darwin (1843–1927)
- George Howard Darwin (1845–1912)
- Elizabeth Darwin (1847–1926)
- Francis Darwin (1848–1925)
- Leonard Darwin (1850–1943)
- Horace Darwin (1851–1928)
- Charles Waring Darwin (1856–1858)

### Ultimi anni
Dopo la morte di Charles nel 1882, Emma si trasferì a Cambridge per stare vicino ai suoi figli, ma continuava a trascorrere le sue estati nella casa di Down dove aveva abitato per 40 anni con il marito. A Cambridge abitava in una casa chiamata The Grove, su Huntington Road, nella zona nord occidentale della città. Emma morì a Down il 7 ottobre 1896 e fu seppellita nel cimitero della chiesetta di St. Mary insieme al fratello di Charles, Erasmus, mentre il marito è seppellito a Westminster Abbey.

## Opinioni religiose
Le opinioni religiose di Emma erano radicate nella sua fede unitariana. Secondo l'Unitarianismo la salvezza dipende dal seguire le Scritture, fonte di verità, e l'esempio dato da Gesù, che per loro non è Dio dato che non credono nella Trinità. Pertanto questa confessione era dissenziente dalla Chiesa anglicana e il loro credo non conformista restò illegale fino agli inizi dell'Ottocento. È nella sua fede unitariana che Emma si rifugia dopo la morte dell'amata sorella Fanny: la speranza di una vita dopo la morte era un punto centrale della dottrina, e per Emma era un conforto poter credere che un giorno avrebbe incontrato di nuovo la sorella perduta.
Emma era a conoscenza delle opinioni agnostiche di Charles e delle sue idee scientifiche fin da prima del loro fidanzamento. Poco dopo il matrimonio Emma aveva dato sfogo ai suoi pensieri scrivendo in una lettera al marito «Pur sapendo che con coscienza e sincerità tu desideri e cerchi di trovare la verità e che questo non può essere sbagliato […]». Emma non riusciva a non pensare alle conseguenze dei dubbi religiosi di Charles: «La tua mente e il tuo tempo si riempiono degli oggetti e dei pensieri più interessanti, quelli che arrivano sull'onda delle tue stesse scoperte. Questo però fa sì che per te sia difficile non considerare come pura interruzione altri tipi di pensieri, che non hanno relazione con le tue ricerche, o essere in grado di prestare tutta la tua attenzione a entrambi i versanti della questione». Per quanto potesse addolorarla, Emma aveva imparato ad accettare la posizione di Charles e i due erano riusciti a convivere benissimo nonostante queste differenze senza ostacolarsi a vicenda.

## Nel cinema
Nel film Creation il personaggio di Emma è interpretato dall'attrice Jennifer Connelly.